# Braulio Medel
Braulio Medel Cámara  (Marchena, provincia de Sevilla, 30 de agosto de 1947), es catedrático de Hacienda Pública de la Universidad de Málaga y banquero español. Ostentó la presidencia de la caja de ahorros Unicaja desde 1991 hasta su transformación en fundación bancaria, la cual presidió entre 2016 y 2022. Asimismo, también presidió entre 2011 y 2016 Unicaja Banco, entidad financiera creada por la caja de ahorros para desarrollar su actividad.

## Biografía
Braulio Medel es doctor en Ciencias Económicas y Empresariales por la Universidad Complutense de Madrid. Profesor de la Universidad de Málaga desde su fundación en 1971, protagonizó la fusión de las antiguas Cajas de Ahorros de Málaga y Cádiz en el Grupo Unicaja.

## Trayectoria
Desde el año 1991 fue presidente de Unicaja, entidad financiera que cuenta con el 1,5% del capital de Iberdrola.
Presidente de la Federación de Cajas de Ahorro de Andalucía, es también Vicepresidente de la Confederación Española de Cajas de Ahorros, de la que fue máximo dirigente hasta 1998. Ha sido también Viceconsejero de Economía y Hacienda de la Junta de Andalucía y tiene publicados más de un centenar de trabajos científicos, entre libros y artículos en revistas especializadas.
Además, Medel es el presidente del Consejo Consultivo de Iberdrola en Andalucía desde su creación, en noviembre de 2004.
Por otra parte, en junio de 2009, Medel fue nombrado hijo predilecto de su pueblo natal, Marchena.

## Imputación por fraude
Braulio Medel fue imputado por fraude de 11.700 millones. junto con otros miembros del consejo rector de la Agencia de Innovación y Desarrollo Andaluz (Idea). En octubre de 2015 el juez ratifica su imputación en el  Caso ERE en Andalucía. En 2016 la causa fue archivada.